# شهروند (فیلم ۲۰۰۱)
شهروند (به انگلیسی: Citizen) فیلمی هندی محصول سال ۲۰۰۱ و به کارگردانی ساراوانا سوبیاه است. در این فیلم بازیگرانی همچون آجیت کومار، مینا، واسوندارا داس، ناگما، چاندراسکار و کوچین هانیفا ایفای نقش کرده‌اند.